# 化学化工新闻
《化学化工新闻》（英語：Chemical & Engineering News，简称C&EN）或《化学与工程新闻》，是美国化学会（ACS）发行的一份周刊新闻杂志。它关注于化学世界的最新事件，报道与化学相关的科研、工业、教育等各方面的动态。化学化工新闻向美国化学会所有会员发送，订阅费用已经包括在会员每年的会费之中。2008年杂志的主编是鲁迪·M·鲍姆（Rudy M. Baum）。该杂志涵盖这些领域的最新新闻和研究信息、职业和就业信息、商业和行业新闻、政府和政策新闻、这些领域的资金以及特别报道。所有美国化学学会会员均可阅读该杂志。美国化学学会还出版了《C&EN全球企业》（C&EN Global Enterprise） (ISSN 2474-7408), 一种在线资源，重新发布《C&EN》的文章，以便更轻松地在线访问内容。

## 历史
该杂志于1923年创刊， 并于1998年起在互联网上发布。
主编是尼克·伊斯梅尔·珀金斯（Nick Ishmael Perkins）。

## 摘要和索引
该杂志被化学文摘社、科学引文索引、Scopus摘录并收录。 